# Filippo De Filippi
Pour les articles homonymes, voir Filippi.
Filippo De Filippi, né le 20 avril 1814 à Milan et mort le 9 février 1867 à Hong Kong, est un zoologiste italien.

## Biographie
Filippo De Filippi est né le 20 avril 1814 à Milan dans une famille d'origine piémontaise.
Il fait des études de médecine à l’université de Pavie et y est assistant de zoologie durant quelque temps. Il est alors appelé au Muséum de Milan, le Museo civico di Milano pour y enseigner la zoologie, la minéralogie et la géologie.
En 1848, Charles-Albert de Savoie fait appel à lui pour enseigner la zoologie à l’université de Turin où il succède à Gené (1800-1847). Ses recherches portent sur la taxinomie particulièrement sur les oiseaux et les mammifères. Il s’intéresse également aux espèces parasites, ainsi qu’à l'embryologie et à l'anatomie comparée. Il est célèbre pour avoir contribué à l’établissement, en Italie, des premiers centres d’élevage piscicoles.
D'abord opposé à la théorie darwinienne, il s’oppose à partir de 1864 au créationnisme. À partir de cette date, il devient un militant actif pour les nouvelles idées évolutionnistes et contribuera grandement de faire de Turin l’un des grands centres de recherche scientifique d’Italie.
Outre son œuvre scientifique, tant dans le domaine de la recherche que de la vulgarisation, il contribue à l’enrichissement des collections du Muséum de l’université en participant à de nombreux voyages.
Ainsi, il participe à une mission scientifique en Perse en 1862 aux côtés de Michele Lessona (1823-1894), zoologiste à Gênes, et du jeune marquis Doria (1840-1913), futur fondateur du muséum de Gênes.
En 1865, il prend part à un voyage autour du monde à bord du Magenta, mais il contracte une maladie infectieuse du foie et meurt à Hong Kong.

## Œuvres
- (it) Uomo e le scimie, Milano, Daelli, 1864 (lire en ligne)